# Allochrysolina
Allochrysolina (лат.) — подрод рода травяных листоедов (Chrysolina) из подсемейства хризомелин внутри семейства листоедов.

## Описание
Тело чёрное или тёмно-фиолетовое, синее или бронзовое с металлическим блеском. Последний членик щупиков удлинённо-овальный. Задние крылья достигают вершины надкрылий.

## Распространение
Представители подрода встречаются в Европе и Северной Африке.